# Greater Noida
Greater Noida es una ciudad censal situada en el distrito de Gautam Buddha Nagar en el estado de Uttar Pradesh (India). Su población es de 102054 habitantes (2011). Se encuentra a 30 km al sureste de Nueva Delhi.

## Demografía
Según el censo de 2011 la población de Greater Noida era de 102054 habitantes, de los cuales 55540 eran hombres y 46514 eran mujeres. Greater Noida tiene una tasa media de alfabetización del 86,47%, superior a la media estatal del 67,68%: la alfabetización masculina es del 91,63%, y la alfabetización femenina del 80,33%.